# がんばらない介護生活を考える会
がんばらない介護生活を考える会（がんばらない・かいごせいかつを・かんがえるかい）とは、介護・医療・医学関係者によって設立された専門部会である。
老人や身体障碍者などの介護の現場においては、介護をする側、される側それぞれに「頑張らなければいけない」という意識が強くある。これは「介護を頑張ることが愛情表現」であったり「良き介護者でなくてはならない」という意識が強いとされており、それが災いして「現状の中で自分らしく生き、人生を楽しむこと」が削がれてしまうという懸念がある。そこで介護のストレスを解消させて、様々な情報を駆使しながら、精神的なストレスのない介護、即ち「がんばらない介護」の実現を目指している。
それを実現させるために「頑張らない介護5原則」というのがある。
1. 1人で介護を背負い込まない
2. 積極的に介護のサービスを利用する
3. 現状を理解し、受容する
4. 介護される側の気持ちを理解・尊重する
5. できる限り楽な介護の仕方を考える

この頑張らない介護の実現のための創意・工夫などを介護・医療・医学関係者や、実際に介護を経験した各界の著名芸能人・文化人、並びに大王製紙（アテント）が協賛して取り組んでいる。